# 卡爾吉王朝
卡爾吉王朝(1290-1320)是德里蘇丹國第二個王朝。其王族為阿富汗突厥的一支(与葛逻禄有关)。人种上与文化上已伊朗化与普什图化。
卡爾吉王朝的創建者為菲魯兹·卡爾吉。菲魯兹本為庫特布沙希王朝的一名將領，並於1290年取代了當時的庫特布沙希蘇丹。菲魯兹死後，其子阿拉烏丁·卡爾吉大力加強中央集權，並整頓了財政和行政。軍事上，向南面的德干蘇丹國發動進攻，并派遣马利克·卡富尔四次南征德干高原，大大扩张擴張了王國的領土，也在蒙古長達十多年的入侵中多次擊敗蒙古人。但這王朝搗毁了孟加拉超戒寺與那爛陀寺。
1320年，卡爾吉王朝的最後一任蘇丹被刺殺，王朝逐歿。

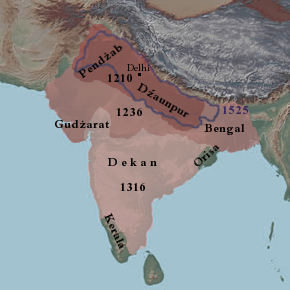
德里苏丹国的扩张在卡尔吉王朝达到鼎盛